# Punta Lara
Punta Lara es una localidad balnearia argentina del partido de Ensenada, en la provincia de Buenos Aires.

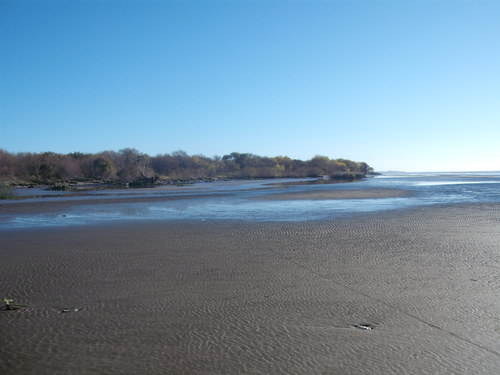
Costa del Río de La Plata desde la Selva de Punta Lara.

## Geografía
Punta Lara se halla en el sector costero de la Pampa Húmeda, inmediato al Río de la Plata, y recibe el nombre de punta por ser una saliente en la costa del gran estuario. Se encuentra a tan sólo 42 km de Colonia (en línea recta), por lo que es el pueblo más cercano al país vecino de Uruguay cruzando el Río de la Plata. Gracias a esto, se licitó la construcción de un importante puente que aminore las distancias entre las capitales de estos dos países involucrados, obra que jamás se construyó. Sin embargo, esta relativamente corta distancia hace posible que Punta Lara sea sede de diversos eventos deportivos que tienen por fin atravesar el Río de la Plata.
Los biomas naturales han sido el pastizal pampeano (una pradera), y en la zona más cercana al Río de la Plata una zona de barrancas seguida de playas bajas en parte pantanosas, en las cuales se ha desarrollado la selva marginal, con especies de carácter (pese a la latitud) tropical, tal selva marginal, continuación de la selva paranaense, queda actualmente reducida a unas pocas hectáreas de gran valor ecológico y, por ello, declaradas reserva natural integral Punta Lara (existe desde los años cincuenta el proyecto de declarar parque nacional a esta zona, y existe el proyecto de reserva natural Hudson-Punta Lara).
Esta selva, de tipo subtropical, es la más austral del planeta y, desde fines del siglo XX e inicios del presente siglo, se ve muy amenazada por la deforestación, la contaminación y la invasión de especies exóticas como el ligustro y la zarzaparrilla.
El clima de la zona es templado; predominan los días cálidos y húmedos, aunque durante los inviernos la temperatura suele descender, en horarios nocturnos, bajo los 0 °C.
La región responde a las subfallas «del río Paraná», y «del Río de la Plata», y a la falla de «Punta del Este», con sismicidad baja; y su última expresión se produjo el 5 de junio de 1888 (137 años), a las 3.20 UTC −3, con una magnitud aproximadamente de 5,0 en la escala de Richter (terremoto del Río de la Plata de 1888).
La Defensa Civil municipal debe advertir sobre escuchar y obedecer acerca de:
- tormentas severas, poco periódicas,
- baja sismicidad, con silencio sísmico de 137 años.

## Toponimia
Punta Lara debe su nombre a Bernardo Lara, quien tras haberse casado con la bisnieta de Antonio de Barragán, dueño original de la ensenada, habitó esas tierras.

## Turismo
Además del atractivo que puede presentar la excepcional selva, a su costado sur se presenta el balneario de Punta Lara y, en sus inmediaciones, la curiosa isla Santiago. Es también Punta Lara uno de los accesos posibles hacia el viejo fuerte español de la Ensenada de Barragán, desde el cual se organizó la defensa del incipiente pueblo argentino durante las invasiones inglesas.
Antes de que se acentuara la contaminación del estuario (la cual se dio principalmente en el último cuarto del siglo XX), las costas de Punta Lara eran generosas para la pesca deportiva. Hoy, esta actividad, pese a lo dicho anteriormente, se sigue efectuando en buena cantidad.
En cuanto al proyectado puente sobre el Río de la Plata, se ha supuesto que su cabecera occidental podría estar precisamente en la eminencia de Punta Lara y su cabecera oriental en Colonia; sin embargo, es objetable la ubicación de la cabecera occidental, ya que podría afectar de manera negativa al actualmente fragilizado ecosistema natural.
A pesar de su notorio deterioro, continúa siendo un atractivo turístico el Palacio Piria (Ensenada),  ubicado en el Camino Costero Almirante Brown, entre las calles 26 y 40. Aquí residió algunos años el famoso empresario uruguayo Francisco Piria, con el propósito de convertir la zona en un importante balneario. Sin embargo, al no concretar su objetivo, regresó a su país de origen. El palacio, por Ley 12.955 de la provincia de Buenos Aires, fue declarado monumento histórico y bien incorporado al patrimonio cultural de la provincia.
Otros puntos que se destacan son la parroquia Stella Maris, el muelle de pescadores y el Club Universitario, ubicado en Camino Costanero Almirante Brown entre 82 y 86. Cuenta con un edificio de grandes dimensiones, de dos plantas, con forma de barco, líneas puras, ventanas apaisadas, con salón de dos plantas circular y galería con ojos de buey. El edificio, de gran valor arquitectónico, fue sede deportiva del Jockey Club (Buenos Aires) de la provincia. Sus formas puras, blancas y sin ornamentos remiten a la imagen de los transatlánticos que representaban el espíritu de la época según el pensamiento del movimiento moderno.
Punta Lara recibe en temporada de verano entre uno y dos millones de turistas, que proceden principalmente del Gran La Plata y el Gran Buenos Aires. El diario La Nación (Argentina) la consideró (en el 2010) la "playa top del Conurbano", y en esa nota explicó: «[…] Todos los sábados y los domingos del verano pueden verse, en los alrededores de la costa de Punta Lara, centenares de ómnibus que transportan gente de diferentes sitios del conurbano, como Moreno, Merlo, Morón, San Justo, Boulogne, Wilde o Burzaco. El frente costero de Punta Lara abarca 18 kilómetros, de los cuales diez están habilitados para bañarse y ocho, para la práctica de pesca deportiva. En algunas zonas, se distinguen selvas en sus márgenes. Algunos llegan con sus kayaks, motos de agua, semirrígidos, gomones, lanchas y veleros. Otros practican windsurf, esquí acuático o hasta se animan al kitesurf […]».
Cabe destacar que uno de los tres accesos que posee este balneario se encuentran en importante deterioro. Estamos hablando del vulgarmente denominado «Camino negro», que conecta a Punta Lara con la bajada de la autopista Buenos Aires-La Plata, (Ruta Nacional 1 (Argentina)) casi en total desuso, y la avenida Domingo Mercante (ruta provincial 11), que la une directamente a la ciudad de La Plata. Esta última, renovada en su totalidad, es utilizada cotidianamente por los puntalarenses para dirigirse a la capital provincial. El otro camino restante para acceder a Punta Lara es la avenida Almirante Brown, que conecta con el centro de la ciudad de Ensenada. Sin embargo, el grueso del turismo no utiliza esta vía.

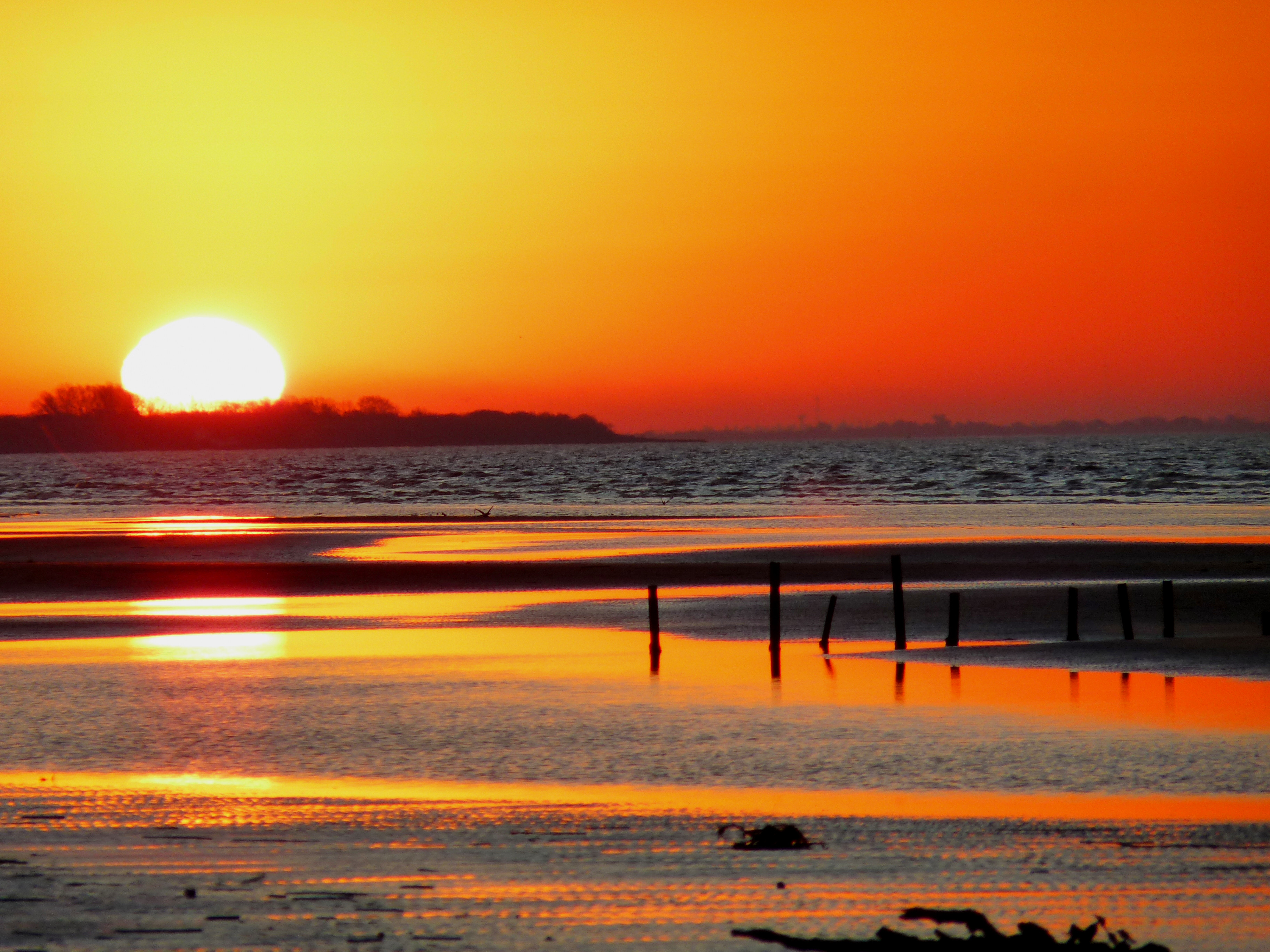
Invierno en Punta Lara, se esconde el sol.

## Deportes
Además de practicarse la pesca deportiva como se mencionaba anteriormente, en este territorio se llevan a cabo varios deportes náuticos, como el windsurf, canotaje, kitesurf, jet ski, entre otros, a lo largo de todo el año, pero sobre todo en verano. 
Como en toda la región, el fútbol es el deporte preferido en este lugar, donde hay al menos cuatro clubes que participan de la Liga Amateur Ensenadense. También se encuentra en Punta Lara uno de los predios deportivos con el que cuenta el Club Defensores de Cambaceres.

## Economía
Debido al cuantioso turismo, buena parte de sus habitantes viven de esta actividad, aunque las dificultades son grandes; en primer lugar, porque solo puede ser explotado en verano y, por otro lado, el turista suele ser de bajo poder adquisitivo. Por eso es que la mayoría de la población recurre en busca de trabajo a la ciudad de La Plata, gracias a su proximidad y su gran variedad de alternativas laborales. Es común la actividad agrícola de subsistencia, pues en la zona se encuentran varios campos, razón por la cual se ven cotidianamente por las calles vecinos con trajes típicos del gaucho argentino.
Varios habitantes también realizan actividades laborales en las fábricas próximas.
Como es común en el Gran Buenos Aires y el Gran La Plata, en Punta Lara coinciden dos realidades sociales opuestas a pocos metros de distancia. Se distinguen zonas muy elegantes con grandes casas y hermosos terrenos, como zonas muy precarias; tal es el caso de Villa Rubencito, ubicada en cercanías del centro de la ciudad de Ensenada.
En Punta Lara radica una de las sedes de la Coordinación Ecológica Área Metropolitana Sociedad del Estado CEAMSE, lugar de varias protestas desde hace varios años por parte de vecinos y asociaciones ambientalistas, que reclaman su clausura por entender que es contaminante y degradante del ambiente. A pesar de las promesas de los gobiernos, la planta sigue operando normalmente.

## Inundaciones
La mayor fracción de la parte poblada sufría aproximadamente una vez al año grandes inundaciones. Las más impactantes datan del 15 de abril de 1940 (4,40mts), del 12 de noviembre de 1989 (4,20 m), 7 de febrero de 1993 (4,10 m) , 20 de octubre de 2002 (3,10 m). Lo peculiar aquí es que los anegamientos no se producen por lluvias, sino por el viento del sudeste (sudestada), que provoca el rebalse del Río de la Plata.Las obras realizadas en los últimos 25 años (2024) redujeron en un 80 % anual, este tipo de desastre. Solo si el río excede los 3 metros y en condiciones muy desfavorables.